# Antonio Fontana
Antonio Fontana (Sagno, 6 novembre 1784 – Besazio, 7 dicembre 1865) è stato un presbitero e pedagogista svizzero-italiano.